# August Reuß (Landrat)
August Reuß (* 1. Juli 1902 in Stuttgart; † 16. Mai 1986 in Stuttgart-Riedenberg) war ein deutscher Verwaltungsbeamter und Landrat im Landkreis Backnang.

## Leben
Als Sohn eines Oberregierungsrats geboren, studierte Reuß nach dem Besuch des Karls-Gymnasiums Stuttgart Rechtswissenschaften in München und Tübingen. Während seines Studiums wurde er 1921 Mitglied der burschenschaftlichen Verbindung Normannia Tübingen. 1926 wurde er zum Dr. iur. promoviert.
Nach seinem Studium trat er 1929 in die württembergische Innenverwaltung ein und wurde Regierungsrat beim Oberamt Gerabronn. 1932 war er in der Ministerialabteilung für die höheren Schulen eingesetzt. Zum 1. Mai 1933 trat er der NSDAP bei (Mitgliedsnummer 3.247.710) und wurde Amtsverweser in Backnang. Im selben Jahr ging er als Hilfsarbeiter ins Kultusministerium und später als Personalberichterstatter in die Kanzleidirektion des Innenministeriums, wo er 1935 Regierungsrat wurde. Von 1936 bis 1942 war er Landrat im Landkreis Backnang. 1942 wurde er Stellvertretender Leiter der Gemeinde- und Körperschaftssachen im Innenministerium. 1949 wurde er Oberregierungsrat und später Regierungsdirektor und Referent in der Kanzleidirektion des Staatsministeriums Württemberg-Baden bzw. Baden-Württemberg. 1957/58 wurde er als Ministerialrat deren Leiter. 1965/66 wurde er zum Ministerialdirigenten befördert und ging Mitte 1967 in den Ruhestand.